# Eustichia
Eustichia,  rod pravih mahovina smješten u vlastitu porodicu Eustichiaceae, dio reda Dicranales. Kao jedina priznata vrsta navodi se E. longirostris

## Vrste
1. Eustichia longirostris (Brid.) Brid.

- Eustichia africana (Müll. Hal.) Paris
- Eustichia brotheri Besch. ex Broth.
- Eustichia jamesonii (Taylor) Müll. Hal.
- Eustichia japonica Berggr.
- Eustichia lorentzii (Müll. Hal.) Paris
- Eustichia miradorica (Müll. Hal.) Paris
- Eustichia norvegica (Brid.) Brid.
- Eustichia poeppigii (Müll. Hal.) Paris
- Eustichia savatieri Husn.
- Eustichia spruceana (Müll. Hal.) Paris
- Eustichia ulei (Müll. Hal.) Paris